# Insuficiencia mitral
La insuficiencia mitral, también conocida como regurgitación mitral, es un trastorno de la válvula mitral del corazón, caracterizado por reflujo de sangre desde el ventrículo izquierdo a la aurícula izquierda durante la sístole.

## Etiología
La válvula mitral consta de dos aletas rodeadas por una zona anular. Dispone de cuerdas tendinosas unidas a los músculos papilares]] para prevenir prolapsos hacia la aurícula. La disfunción de cualquiera de estas porciones del aparato mitral puede causar regurgitación sanguínea.
La insuficiencia mitral primaria es debida a cualquier proceso que afecte la válvula misma. Las causas de regurgitación mitral primaria incluyen:
- Tumor benigno (mixoma) que ocasione cambios degenerativos.

Una anormalidad genética que afecta la composición de colágeno de la válvula mitral, lo que hace que las aletas protruyan hacia la aurícula izquierda.
- Prolapso de la válvula mitral o Insuficiencia mitral degenerativa: la insuficiencia mitral degenerativa es una anomalía que afecta al 2-3 % de la población. Abarca un amplio espectro de alteraciones infiltrativas o displásicas del tejido mitral. Las más conocidas: la deficiencia fibroelástica, la enfermedad de Barlow y el síndrome de Marfan. El hallazgo más frecuente es el prolapso de uno o varios segmentos valvulares debido a elongación o rotura de cuerdas causando una pérdida de la superficie de coaptación lo que origina la incompetencia valvular.[1]

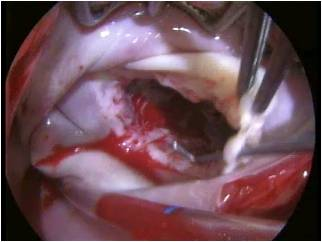
Vista quirúrgica prolapso por ruptura de cuerda velo anterior V. Mitral.

- La isquemia causa daño a las fibras musculares de la papila valvular con subsecuente desplazamiento y dilatación del segmento anular de la válvula.
- Endocarditis infecciosa.
- Enfermedad vascular colagenosa (por ej., lupus eritematoso sistémico, síndrome de Marfan).
- Fiebre reumática.
- Traumatismo.
- Valvulotomía con balón de la válvula mitral.
- Ciertos medicamentos (por ej., fenfluramina).

La insuficiencia mitral secundaria es debida a la dilatación del ventrículo izquierdo, causando que el anillo valvular se estreche y se desplacen los músculos papilares. Esta dilatación del ventrículo izquierdo puede ser debida a cualquier proceso de miocardiopatía dilatada, incluyendo insuficiencia aórtica, miocardiopatía dilatada no isquémica, y miocardiopatía espongiforme.

## Fisiopatología
La fisiopatología de la regurgitación mitral puede ser dividido en tres fases: aguda, compensada y crónica descompensada.
|                       | Insuficiencia mitral aguda                                           | Insuficiencia mitral crónica                                             |
| --------------------- | -------------------------------------------------------------------- | ------------------------------------------------------------------------ |
| Electrocardiograma    | Normal                                                               | Onda P mitrale, fibrilación auricular, hipertrofia ventricular izquierda |
| Tamaño del corazón    | Normal                                                               | Cardiomegalia, agrandamiento aurícula izquierda                          |
| Murmullo sistólico    | Se escuchan en la base, irradia al cuello, columna o sobre la cabeza | Se escuchan en el ápice, irradia a la axila                              |
| Soplo apical          | Puede estar presente                                                 | Presente                                                                 |
| Ingurgitación yugular | Presente                                                             | Ausente                                                                  |

### Fase aguda
La insuficiencia mitral aguda, tal como ocurre debida a una repentina ruptura de las cuerdas tendinosas o la musculatura papilar, de repente causa una sobrecarga, tanto de la aurícula izquierda como el ventrículo izquierdo. La sobrecarga de volumen del ventrículo izquierdo es porque con cada contracción, ahora debe bombear sangre no solo hacia la aorta (volumen de eyección anterógrado), pero también la sangre que regurgita de vuelta a la aurícula izquierda (volumen de eyección retrógrado). La combinación del volumen de expulsión hacia la aorta junto con el volumen regurgitado, se le conoce como el volumen de eyección del ventrículo izquierdo.
En un evento agudo, el volumen de eyección del ventrículo izquierdo aumenta, pero la fracción expulsada a la aorta es menor. El mecanismo por el que hay un aumento del volumen de eyección se le conoce como la ley de Frank-Starling del corazón.
El volumen regurgitado causa una sobrecarga de volumen y presión en la aurícula izquierda. El aumento de la presión en la aurícula izquierda inhibe el drenaje de sangre desde los pulmones a través de las venas pulmonares. Eso causa congestión pulmonar.

### Fase crónica compensada
Si la regurgitación mitral se desarrolló lentamente a lo largo de meses o años, o si la fase aguda puede ser manejada con terapia médica, el individuo entrará en una fase crónica compensada del trastorno. En esta fase, el ventrículo izquierdo desarrolla hipertrofia excéntrica de modo de adaptarse mejor al incrementado volumen de sobrecarga. Esta hipertrofia sumado al aumentado volumen diastólico, se combinan para aumentar el volumen de eyección por encima de los valores normales con la intención de que el volumen saliendo por la aorta se acerque a niveles normales.
En la aurícula izquierda, el volumen de sobrecarga causa que dicha cámara se agrande, permitiendo que la presión de llenado en la aurícula izquierda disminuya. Esto mejora el drenaje de las venas pulmonares, y los signos y síntomas de la congestión pulmonar mejoran.
Estos cambios en el ventrículo izquierdo y la aurícula izquierda mejoran el flujo cardíaco de salida y la congestión pulmonar que ocurre en la fase aguda. Los individuos en la fase crónica compensada pueden cursar asintomáticos y tener tolerancias normales al ejercicio.

### Fase crónica descompensada
La regurgitación mitral en fase compensada puede durar en un individuo por años, pero finalmente se tornará en una disfunción del ventrículo izquierdo, la característica clásica de la fase crónica descompensada de la insuficiencia mitral. No está del todo claro que es lo que causa que un individuo entre en esta fase del trastorno. Sin embargo, la fase descompensada se caracteriza por una sobrecarga de calcio en los miocitos cardíacos.
En esta fase, el miocardio ventricular deja de ser capaz de contraer adecuadamente para compensar la sobrecarga de volumen de la regurgitación mitral, disminuyendo el volumen de eyección del ventrículo izquierdo. Ello hace que el volumen expulsado hacia la aorta sea menor y que el volumen al final de la sístole sea mayor. Este volumen adicional se traduce en mayores presiones de llenado del ventrículo y aumentará también la congestión pulmonar. El sujeto entonces desarrollará de nuevo síntomas de insuficiencia cardíaca.
El ventrículo izquierdo comienza a dilatarse en esta fase, causando dilatación del anillo de la válvula mitral, presente en casi todos los pacientes con insuficiencia mitral, lo que empeora el grado de regurgitación mitral. El ventrículo izquierdo dilatado causa un aumento en el estrés ejercido sobre la pared muscular del ventrículo.
A pesar de que la fracción de eyección en la fase crónica descompensada es menor que en la fase aguda y la fase crónica compensada de la insuficiencia mitral, puede que aún esté en el rango normal (es decir: >50 %), y puede que no disminuya sino hasta los estadios tardíos del trastorno. Una disminución en la fracción de eyección en un individuo con insuficiencia mitral sin ninguna otra anormalidad cardíaca pudiera alertar al médico que la enfermedad ha entrado en su fase descompensada.

## Síntomas
Los síntomas asociados con la insuficiencia mitral dependen de la fase en que el trastorno se esté manifestando. Aquellos con regurgitación mitral aguda, tendrán signos y síntomas de insuficiencia cardíaca congestiva descompensada:
- Disnea, disnea paroxística nocturna y/o ortopnea;
- Edema pulmonar.

Así como síntomas sugestivos de un estado de bajo gasto cardíaco:
- Reducida tolerancia al ejercicio.

En casos de ruptura de la musculatura papilar o de los cordones tendinosos, puede verse colapso vascular con:
- Shock cardiogénico.

Aquellos con insuficiencia mitral crónica compensada pueden cursar asintomáticos, con normal tolerancia al ejercicio y sin evidencias de insuficiencia cardíaca. Son personas sensibles a pequeños cambios en volumen intravascular y tienden con facilidad a desarrollar sobrecarga de volumen (insuficiencia cardíaca congestiva).

## Diagnóstico
Hay una variedad de exámenes diagnósticos con valores anormales en la presencia de insuficiencia mitral. Estos exámenes sugieren el diagnóstico de una regurgitación mitral y pueden indicar que se ameritan evaluaciones más detalladas. Por ejemplo, el electrocardiograma (ECG) en una regurgitación de larga data puede mostrar evidencia de agrandamiento auricular e hipertrofia ventricular izquierda. La fibrilación auricular puede observarse además en el ECG de individuos con insuficiencia mitral crónica. El ECT puede no mostrar estos hallazgos en el caso de una insuficiencia mitral aguda.
La cuantificación de la regurgitación mitral usualmente emplea estudios de imagen, tales como el ecocardiograma o la angiografía del corazón por resonancia magnética nuclear.

### Rayos X
Los rayos X del tórax en individuos con insuficiencia mitral crónica se caracteriza por un agrandamiento de la aurícula izquierda y del ventrículo izquierdo. La vasculatura pulmonar aparece típicamente normal, pues la presión venosa pulmonar no está significativamente elevada.

### Ecocardiografía

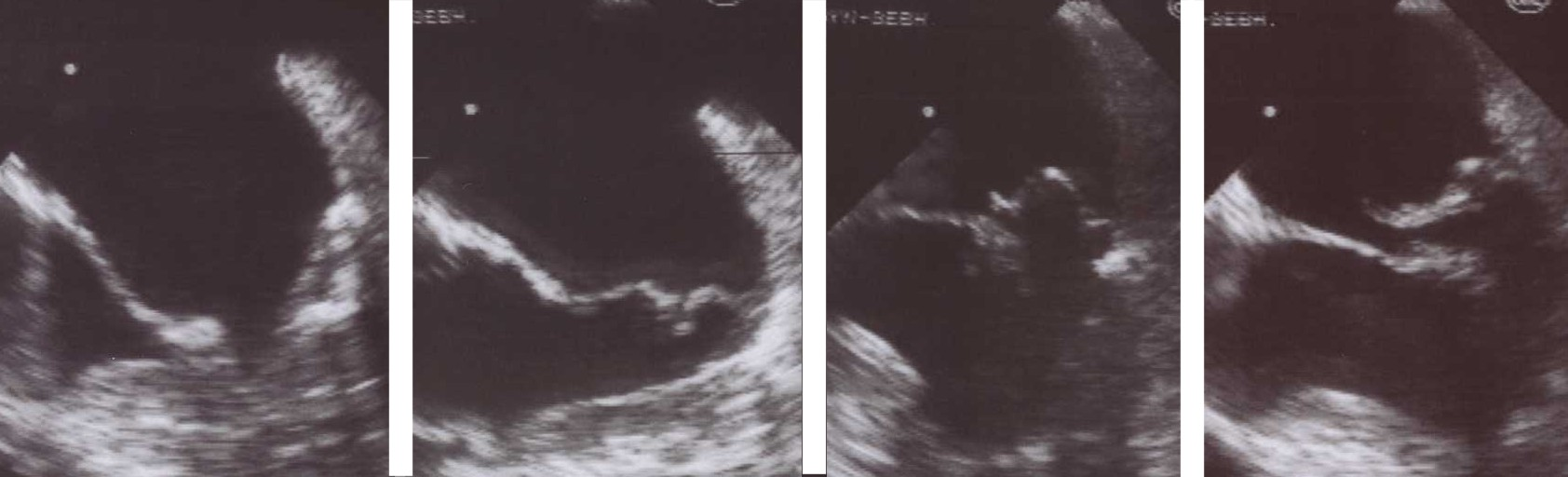
Ecocardiograma transesofágica de prolapso de la válvula mitral.

El ecocardiograma se usa comúnmente para confirmar el diagnóstico de regurgitación mitral. El doppler de flujo a color en el ecocardiograma transtorácica revela un torrente de sangre fluyendo desde el ventrículo izquierdo a la aurícula izquierda durante la sístole ventricular. Un eco Doppler permite incluso cuantificar el chorro de sangre regurgitante.
Debido a la imposibilidad de obtener imágenes fidedignas de la aurícula izquierda y las venas pulmonares en un ecocardiograma transtorácico, puede que sea necesario usar un ecocardiograma transesofágico para determinar la severidad de una regurgitación mitral.
Los factores que sugieren una insuficiencia mitral severa en el ecocargiograma incluyen reversibilidad del flujo sistólico en las venas pulmonares y el llenado de la aurícula entera por regurgitación a través de la vávula mitral.

### Cuantificación de la insuficiencia mitral
El grado de severidad de la insuficiencia mitral puede ser cuantificada por el porcentaje del volumen de eyección del ventrículo izquierdo que regurgita hacia la aurícula izquierda (fracción regurgitante).
Algunos métodos usados para evaluar la fracción de regurgitación mitral incluyen la electrocardiografía, cateterización cardíaca, TAC y la MRI cardíaca.
La técnica electrocardiográfica para medir la fracción regurgitante consiste en determinar el flujo de avance positivo a través de la válvula mitral (desde la aurícula izquierda hasta el ventrículo izquierdo) durante la diástole ventricular, y compararla con el flujo saliente del ventrículo izquierdo hacia la aorta durante la sístole ventricular. Este método asume que la válvula aórtica no sufre de insuficiencia aórtica.

## Tratamiento
El tratamiento de la regurgitación mitral depende de lo agudo que se presente el trastorno y si tiene asociado algún signo de compromiso hemodinámico.
En una regurgitación mitral aguda secundaria a un defecto mecánico en el corazón (por ejemplo, ruptura de la musculatura papilar o de las cuerdas tendinosas), el tratamiento de elección es el reemplazo urgente de la válvula mitral. Si el paciente se encuentra en un estado hipotenso antes del procedimiento quirúrgico, puede ser candidato a colocar un balón intraaórtico con el fin de mejorar la perfusión a los órganos y disminuir así el grado de regurgitación mitral. 
Si un individuo con regurgitación mitral aguda está normotenso, se pueden usar vasodilatadores para disminuir la postcarga encontrada por el ventrículo izquierdo y de ese modo disminuir la fracción regurgitante. El vasodilatador más común usado para estas situaciones es nitroprusida.
Aquellos individuos con regurgitación mitral crónica pueden ser tratados con vasodilatadores. En el estado crónico, el que se usa con más frecuencia son los IECA. Ciertos estudios han demostrado que el uso de los IECA pueden retardar el tiempo necesario para la inevitable intervención quirúrgica de la regurgitación mitral. Sin embargo, las normativas limitan el uso de los vasodilatadores para el tratamiento de la regurgitación mitral, solo a individuos hipertensos.
Existen dos opciones quirúrgicas para el tratamiento de la regurgitación mitral, el reemplazo y el reparo de la válvula mitral.

### Indicación para cirugía
Se indica la cirugía para la regurgitación mitral crónica cuando exista signos de disfunción del ventrículo izquierdo (VI), incluyendo una fracción de eyección (FE) menor a 60 % y una dimensión sistólica final del ventrículo izquierdo (DSFVI) mayor a 45 mm.
Existe un amplio consenso en la indicación intervencionista en los pacientes con insuficiencia mitral severa sintomática, con alteraciones de la función ventricular, dilatación de cavidades izquierdas, presencia de fibrilación auricular o hipertensión pulmonar severa.
Si bien existe controversia con respecto al paciente asintomático, las nuevas guías aceptan la indicación precoz respetando ciertas condiciones basándose en la práctica clínica actual y en recientes publicaciones. A pesar de que no hay consenso sobre el método ideal para detectar alteraciones nocivas de la función ventricular, marcadores como un diámetro tele sistólico mayor de 40 mm o una fracción de eyección del ventrículo izquierdo inferior a 60 % pronostican una evolución desfavorable a medio plazo.
Kang y colaboradores han hecho un estudio prospectivo en 447 pacientes con IM severa por prolapso con función ventricular conservada con un seguimiento de 7 años. Obtiene excelentes resultados quirúrgicos, sin mortalidad operatoria. Lográndose reparar el 94 % de las válvulas. Demostrando un beneficio significativo en la supervivencia comparado con el grupo tratado de forma conservadora y siguiendo estrictamente las guías de práctica clínica con control clínico y ecocardiográfico estricto. Además, revela riesgos tácitos al seguimiento conservador como la muerte súbita, la endocarditis e ingresos por insuficiencia cardiaca.